# Guci (Ujan Mas)
Guci is een bestuurslaag in het regentschap Muara Enim van de provincie Zuid-Sumatra, Indonesië. Guci telt 966 inwoners (volkstelling 2010).